# 菲德耶蘭山
菲德耶蘭山（英語：Mount Fidjeland），是南極洲的山峰，位於毛德皇后地的朗希爾德公主海岸，處於中豪根山東北面，屬於南龍達訥山脈的一部分，海拔高度1,630米，現時由南極條約體系管理。